# 福井幸福鐵道
福井幸福鐵道（日语：株式会社ハピラインふくい，簡稱為），是一家日本福井縣的第三部門鐵道經營者，總部現時設於福井縣福井市大手町的福井縣廳「大手合同事務所」內，是因應北陸新幹線於2024年3月16日開通金澤～敦賀時，接收原來的平行在來線、即北陸本線於福井縣內的路段。

## 背景

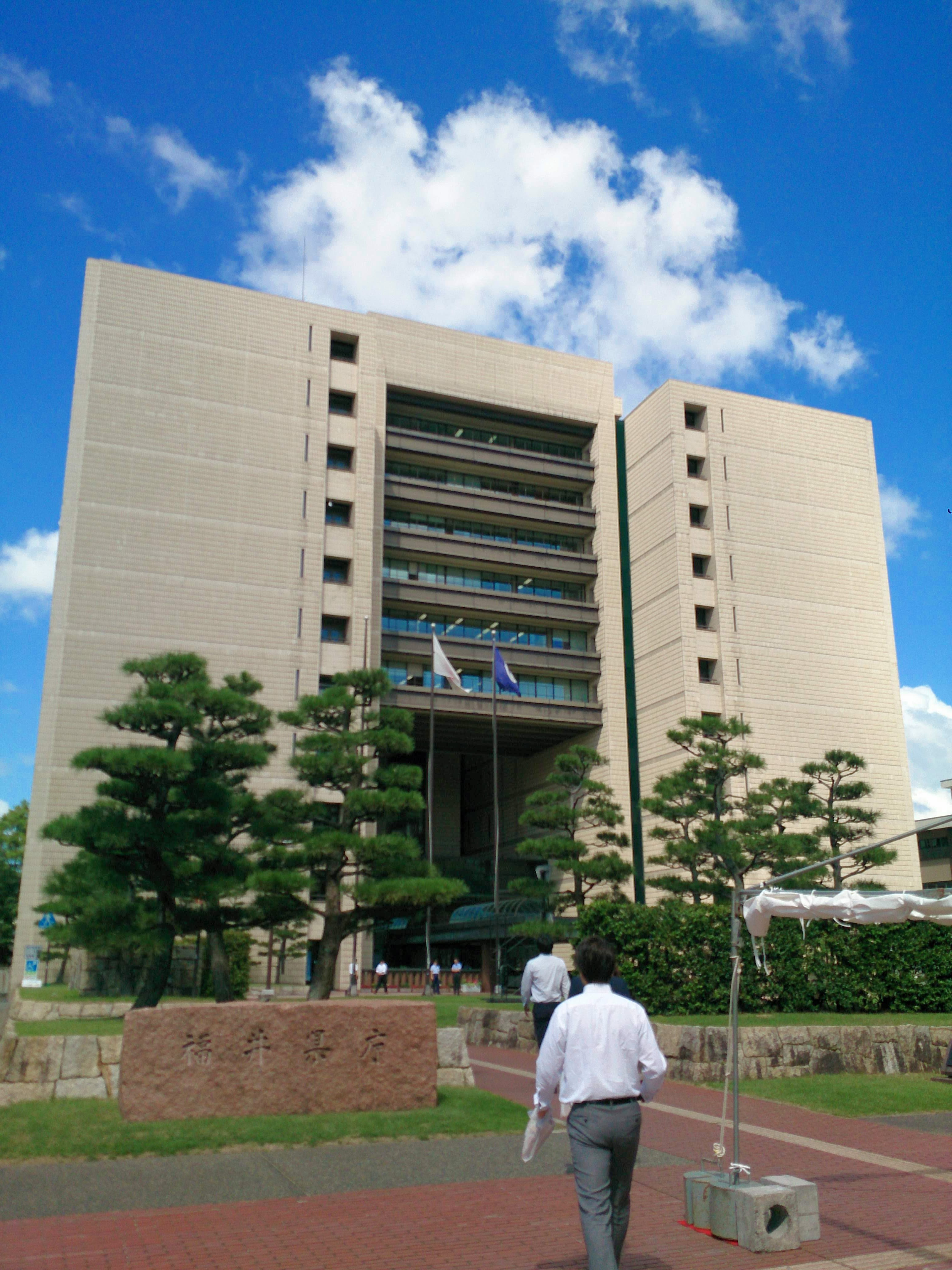
「福井縣並行在來線準備株式會社」開設時的會社在地福井縣廳（現時已搬離）。

最初預定將於2023年春季會接管在來線部份，但因受冠狀病毒疫情影響及工期原因而延遲一年開業。
2019年8月時在縣廳內設置了準備會社，最初定命為「福井縣並行在來線準備株式會社」。同年9月開設招聘第1期社員，獲選的人員經受訓後於2020年4月正式入社。2022年7月通過公開應募的方式，最終採用了為會社名稱。同月亦獲得増資20億（原為5億）、正式開始會社化。8月發表公司標誌，在三個候選標誌中，最終採納以粉紅色及青色的三角形群所組成的方案。

### 名稱由來
採用了和製英語式的名稱作為公司名稱，也是日本國內少數全假名鐵道公司。其中，雖然其讀音與「Happy」（快樂）相同，但其實是源自「Happiness」（幸福）的縮寫，另外建議者亦提及「Happiness」是對應日語中的（幸福）以及福井口音中的「福」字；至於，先是直接採用了「Line」（線路）的英文解釋，再連帶上日語中的，
也就是接駁、連繫的意思，用以帶出接管後，鐵路線把縣民的幸運和未來都連接起來。這亦與公司的廣告標語「連接福井和明日的橋樑」（ふくいとあしたの架け橋に）互相呼應。

### 標誌意思
採用了粉紅色和青色的雙重配色，代表在福井縣內綻放的花朵，兩色分別以三角形砌出英文名稱的首字母「H」及「F」，三角形和拼合後可成為菱形皆代為穩定性，而「H」的右直劃和「F」的左直劃同時叠在一起，則代表鐵道線路。

### 縣內鐵道整合及與其他鐵道會社合作
在福井幸福鐵道未成立前，福井縣內已經另設有兩間第三部門鐵道—福井鐵道及越前鐵道，福井幸福鐵道成立後便有三間第三部門鐵道，縣政府考慮是否需要將三所鐵路公司作出整合。
2024年6月5日，日本國內首個以全縣內鐵路公司所組成的「福井縣鐵道協會」正式成立。會後，福井幸福鐵道、福井鐵道及越前鐵道發表講話，指三間公司因着成立的背景因素各有不同，難以作出一體化的安排。不過，他們表示可以在資源調配、人材培訓及促進鐵路利用等多方面互相合作，達至某部份的資源共享。
同年7月，福井幸福鐵道又與北陸新幹線並行的四間在來線鐵路公司（IR石川鐵道、愛之風富山鐵道、越後心跳鐵道及信濃鐵道）達成共識，同意在除雪作業、共同購入備用路軌及相關的鐵路配件、員工培訓交流等多方面互相合作，以提升各社的業務效率及減輕營運成本。

## 營運路線
| 中文線名          | 日文線名 | 起點 | 終點   | 距離（公里） |
| ----------------- | -------- | ---- | ------ | ------------ |
| Hapi-line Fukui線 |          | 敦賀 | 大聖寺 | 84.3         |

福井幸福鐵道將繼承福井縣內的原北陸本線，其中，大聖寺站因位於石川縣內，將由IR石川鐵道管理；敦賀站則維持由西日本旅客鐵道營運，因此實際經營的車站為17座。
開業後，亦會與IR石川鐵道作直通運轉，福井幸福鐵道列車可由敦賀直通至金澤，IR列車亦可由金澤直通至福井。

### 使用車輛
與IR石川鐵道及愛之風富山鐵道的處理方式相同，JR西日本將會無償轉讓16列2輛編成的521系電聯車給予福井幸福鐵道。至於除雪用的保線列車則需要向JR西日本調用。

## 年表
- 2019年8月13日：福井縣並行在來線準備株式會社成立。本社設於福井縣廳大樓內[17]。
- 2020年：

- 4月1日：第1期新入社員入社，但原來的發表會因新型冠狀病毒疫情擴散而中止。
- 6月1日：本社事務所由福井縣廳遷至附近的「大手合同事務所」內。

- 2021年：

- 10月：發布福井縣並行在來線的經營計劃。

- 2022年：

- 1月19日：向國土交通省申請鐵道事業再構築實施計劃，獲認定後正式成為轉營後的第一種鐵道事業者。所屬區間為大聖寺站～敦賀站。
- 3月28日：經公眾評審後，決定採用為公司名稱，當選建議者為在福井市居住，年約60歲的一名男性。
- 7月4日：正式轉用新會社名稱。
- 8月26日：發表公司標誌及更換網站設計。

- 2023年：

- 3月27日：公布開業時各職員的制服式樣。
- 8月30日：公布正式開業日期；同時亦公佈三處有潛質興建新車站的選址。
- 9月1日：公布列車外塗及站牌設計，同時社長在記者會中亦宣佈開業時的車費將比現時會增加5%-15%不等，亦會因應原JR特急列車屆時取消後，將會增設快速列車。
- 9月6日：公布將在福井站設置二維碼，屆時乘客可利用手機流動應用程式進行出、入閘。
- 10月2日：獲國土交通省批准其車費運賃上限標準，其中最高上限為原來車費的1.2倍，最終開業時單程票與通勤月票的加幅為1.15倍；通學月票加幅為1.05倍。除敦賀～南今庄的特長區間外，起步價為170至220日圓。
- 11月20日：宣布加入ICOCA系統，並於全線開業時可以使用ICOCA及其他全國交通系IC卡。另外，亦發表了當日起將推售自家設計的ICOCA圖樣，為白底配以會社標誌的藝術動機所砌成的恐龍圖象。
- 12月5日：公布開業時的票價，而部份接駁至JR西日本及IR石川鐵道車站的車費則獲得減價。
- 12月15日：公布時間表，班次較現時為多。雖然原JR特急列車全廢，但普通列車稍為增加，另外於上下午繁忙時間增設4往復來往敦賀～福井的快速列車、由福井開出的上行列車可直通運轉至IR石川鐵道的金澤、以及JR越美北線繼續可直通至福井。

- 2024年：

- 1月11日：发布3月16日开业时的详细时刻表。
- 3月16日：隨北陸新幹線金澤～敦賀間延伸開業，正式接收北陸本線大聖寺～敦賀區間，開始營運。

## 事件
- 一名由JR西日本借調至Hapi-line Fukui、30歲左右的係長，被揭發於2024年3月20日至21日出勤期間，從福井站內的夾萬內提取了505萬日圓，並轉至自己個人戶口作網上投資。查明屬實後，該名人士先後被Hapi-line Fukui解除借調、及被JR西日本予以解僱處分[39][40][41]。

- 2024年9月21日至22日，多間傳媒報道社長小川俊昭於7月26日的一次乘車中，懷疑無票乘搭列車，有違反「鐵道營業法（日语：鉄道営業法）」之嫌。福井幸福鐵道後來發表聲明，指小川社長當天是利用附有名牌的電子版「職務乘車證」登車，亦有向車掌及起訖站職員展示電子乘車證，因此有關無票乘車的指控並不成立，又澄清所有職員以公務身份乘車時，均須清楚地向車站當值職員出示相關的乘車證明[42][43][44][45]。

## 外部連結
- 株式会社ハピラインふくい公式網站 （页面存档备份，存于）
- 株式会社ハピラインふくい【公式】的X（前Twitter）
- 株式会社ハピラインふくい的Facebook專頁
- 地域鉄道課 （页面存档备份，存于） - 福井県
- 福井県並行在来線対策協議会 （页面存档备份，存于） - 福井県